# Шестакова, Людмила Ивановна
Людмила Ивановна Шестакова (в девичестве Глинка; 17 [29] ноября 1816, Новоспасское, Ельнинский уезд, Смоленская губерния, Российская империя — 18 [31] января 1906, Санкт-Петербург) — русская музыкально-общественная деятельница, младшая сестра и соратница композитора Михаила Глинки, издательница его произведений, создательница музея брата.

## Биография
Людмила Глинка родилась 17 [29] ноября 1816 года в деревушке Новоспасское Ельнинского уезда Смоленской губернии, в имении своего отца, отставного капитана Ивана Николаевича Глинки (1777—1834). Матерью его была троюродная сестра отца — Евгения Андреевна Глинка-Земелька (1783—1851).

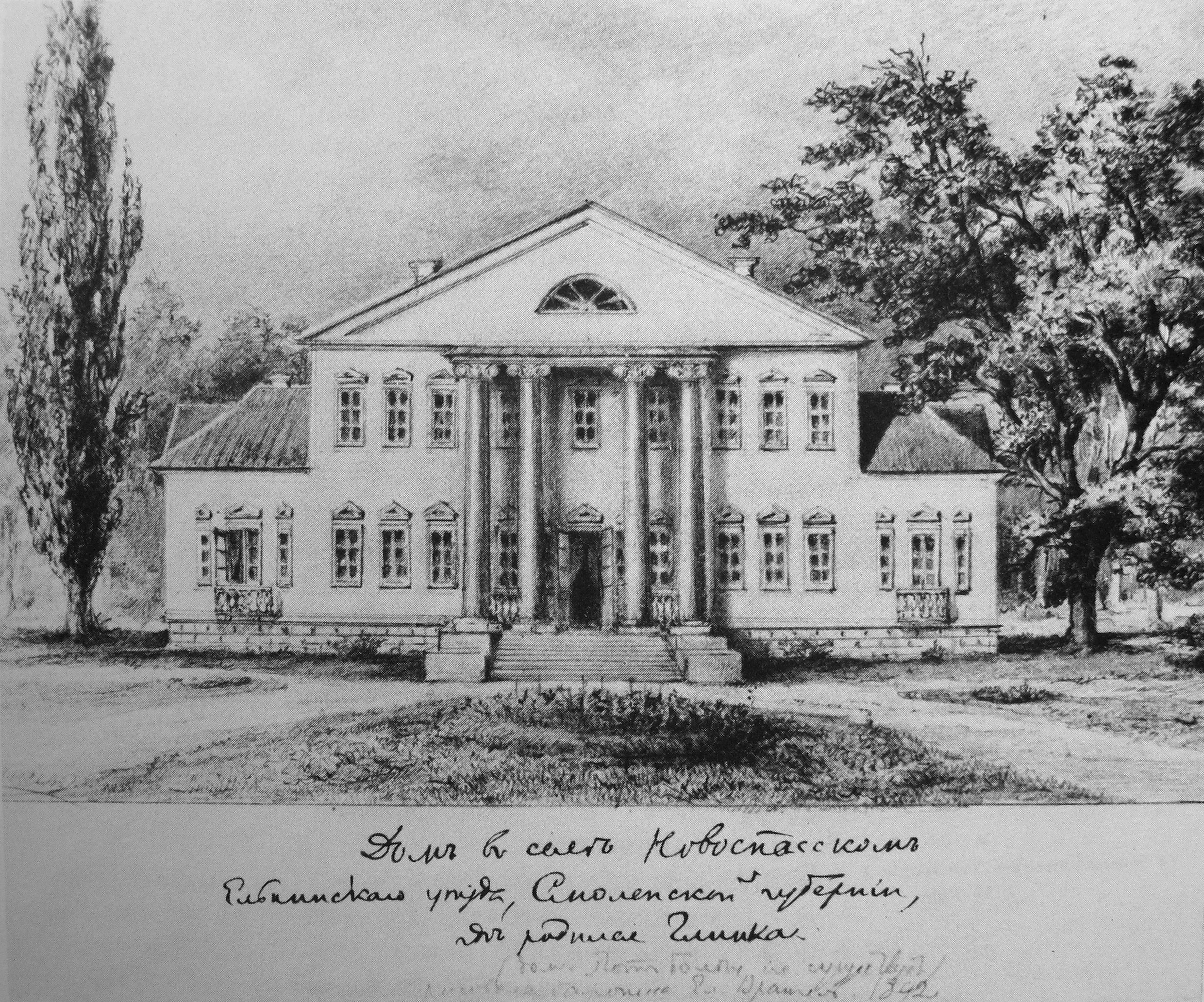
Дом в Новоспасском, где родилась Л. И. Глинка (1842)

Она связала свое имя с бессмертным именем автора оперы «Руслан и Людмила», памяти которого посвящена её неутомимая и плодотворная многолетняя деятельность. После кончины своих двух детей и матери, Шестакова с начала 1850-х годов заменила последнюю Глинке, с которым жила вместе несколько лет (зимой 1847—1848 в Смоленске, летом 1851 в Варшаве, в 1851—1852 и 1854—1856 в Санкт-Петербурге).
По её настоянию М. И. Глинка написал свою автобиографию; она же распорядилась списать оркестровую партитуру «Руслана и Людмилы» с оригинала 1859 года, сгоревшего в Петербурге, и таким образом спасла для потомства это гениальное произведение.
Л. И. Глинка-Шестакова перевезла тело брата в столицу и с помощью нескольких лиц воздвигла на его могиле превосходный памятник.
После смерти Глинки Шестакова издала партитуры обеих его опер и двух испанских увертюр. В 1878 году ей удалось на последние свои средства издать полную партитуру «Руслана» (под редакцией Римского-Корсакова, Балакирева и Лядова) и после смерти Стелловского партитуру «Жизнь за царя». Экземпляры партитур были разосланы ею в главные русские, а также иностранные музыкальные учреждения.
Шестакова принимала близкое участие в постановке «Жизни за царя» в Праге в 1867 году и в открытии памятника Глинке в 1885 году в Смоленске. Представители «Новой русской школы» и вообще многие молодые русские композиторы находили в лице Шестаковой горячую поддержку и сочувствие. По инициативе Шестаковой и при её деятельном участии в 1899 году был основан при Санкт-Петербургской консерватории музей имени Глинки. В последние годы Шестакова принимала близкое участие в организации постановки памятника Глинке в Санкт-Петербурге.
Воспоминания Шестаковой о Глинке напечатаны в приложении к «Запискам Глинки» (издание Суворина), а также в «Ежегоднике Императорских театров» («Былое Глинки» 1892—1893; «Мои вечера» 1893—1894).
Людмила Ивановна Шестакова умерла 18 [31] января 1906 года в Петербурге; похоронена в Александро-Невской лавре на Тихвинском кладбище.